# 香港浸会大学
香港浸会大学（ホンコンしんかいだいがく、英語: Hong Kong Baptist University、公用語表記: 香港浸會大學）は、 香港・九龍に本部を置く香港の公立大学。1956年創立、1994年大学設置。大学の略称は浸大、HKBU。

## 概要
香港浸会大学（HKBU）は、香港のUGCが出資する8つの公立大学の一つで、旧称は香港バプテスト・カレッジ（HKBC）として1956年に設立された国際研究型リベラルアーツ大学です。 メディア、芸術、科学、ビジネスと経営、現代中国医学の研究開発で有名である。
2011年、HKBUのコミュニケーション科学部は、世界のジャーナリズムスクールのトップ10にランクインし、アジアで1位、米国のコロンビア大学と肩を並べる存在となった。 2021年現在、HKBUはデータベース分野で世界第11位、人工知能分野で香港第1位、世界第37位となっている。 また、コンピュータサイエンスでは世界101位～125位、研究分野では香港で1位となっている。 また、HKBUは会計、金融、数学など幅広い分野で世界のトップ200にランクインしている。 HKBUの経営学部は、2010年からAACSB、EQUIS、AMBAの認定を受け、香港のビジネススクールとして初めて3つの国際認定を受け、2018年には「アジアのトップ25ビジネススクール」の1つに選ばれている。 中医薬学院は、アルツハイマー病、パーキンソン病、がん予防の研究で多くの国際特許を取得しており、2021年には香港初の中医病院の運営を認可される予定である。
HKBUは国際的な学術交流に積極的に取り組んでおり、スタンフォード大学、シンガポール国立大学、清華大学、ファーウェイ、テンセントなどとの幅広い学術提携を行っている。2020年には、香港に世界レベルの人工知能研究センターを構築することを目指して、6つの学際研究室を設立する予定である。 HKBU Development Plan 2018-2028によると、本学は世界中から100名の一流の学者を採用し、クリエイティブメディア、健康・医薬品開発、データ解析、人工知能などの主要分野における研究・教育能力の強化に貢献するとしている。
2020年、HKBUはイギリスのQS世界大学ランキングで261位、アジアのトップ50大学のひとつに、2010-11年にはイギリスのTimes Higher Education World University Rankingsで111位、世界のトップ100大学のひとつにランクインしている。

## 沿革
- 1956年 「香港浸会書院」として設立。
- 1970年 専上学院として 「香港浸会書院」に注冊。
- 1972年 「香港浸会学院」に改称。
- 1994年 法定公営大学「香港浸会大学」に昇格。

## キャンパス
香港浸会大学のキャンパスは、基本的に九龍塘（九龍地区北部）に集中しているが、北京師範大学との共同事業として珠海市に分校（正式名称は「北京師範大學‐香港浸会大學連合大學珠海國際學院」）を開校している。

## 学部・学科
- 文学部（文学院）
- 工商経営学部（工商管理学院）
- 中医薬学部（中医薬学院）
- コミュニケーション学部（伝理学院）
- 持続教育学部（持続教育学院）
- 理学部（理学院）
- 社会科学部（社会科学院）
- クリエイティブ アーツ スクール (映画、ビジュアル アーツ、音楽)